# 竹原あき子
竹原 あき子（たけはら あきこ、1940年11月1日-　）は、日本の工業デザイナー、和光大学名誉教授。
静岡県浜松市生まれ。1964年千葉大学工学部工業意匠学科卒、キヤノンカメラ株式会社デザイン課勤務。1968年フランス政府給費留学生として渡仏。1968年フランス国立高等工芸大学。1970年パリ環境研究院。1972年フランス高等インスチチュート。1975年和光大学芸術学科助教授。1984年教授、2011年定年、名誉教授。

## 著書
- 『立ちどまってデザイン』鹿島出版会 1987
- 『ハイテク時代のデザイン』鹿島出版会 1989
- 『環境先進企業 その発想、戦略、デザイン グリーンコーポレーション』日本経済新聞社 1991
- 『魅せられてプラスチック 文化とデザイン』光人社 1994
- 『ソニア・ドローネ』彩樹社 1995
- 『パリの職人 マリー・アントワネットの文机』光人社 2001
- 『縞のミステリー』光人社 2011
- 『原発大国とモナリザ フランスのエネルギー戦略』緑風出版 2013
- 『街角で見つけた、デザイン・シンキング』日経BP社 2014
- 『パリ、サンルイ島-石の夢』合同フォレスト 2015
- 『パリ・エコと減災の街』緑風出版 2016
- 『袖が語れば』緑風出版 2019
- 『バウハウス　モダン・デザインの源流』緑風出版 2023
- 『パリから見た被災の世紀』緑風出版 2024

監修
- 『日本デザイン史 カラー版』森山明子共監修 美術出版社 2003

### 翻訳
- ジャン・ボードリヤール『シミュラークルとシミュレーション』法政大学出版局 叢書・ウニベルシタス 1984
- ジャン・ボードリヤール『宿命の戦略』法政大学出版局 叢書・ウニベルシタス 1990

## 論文
- ＜竹原あき子